# فؤاد دغفوس
فؤاد دغفوس ولد في 5 نوفمبر 1963 في نابل، هو موظف سامي وسياسي تونسي.

## السيرة الذاتية

### الدراسات
درس فؤاد دغفوس في كلية الحقوق والعلوم الاقتصادية والسياسية بتونس، أين تحصل على الإجازة في العلوم الاقتصادية. تحصل أيضا على شهادة دراسات عليا من المدرسة الوطنية للإدارة بتونس، أين برز كرائد في فوجه حيث تلقى جائزة رئيس الجمهورية فاختصاص الإدارة الاقتصادية. زاول أيضا تعليمه العالي في المعهد الدولي للإدارة العامة في باريس والمدرسة الوطنية للإدارة العامة في كيبك.

### المسار المهني
في 1990، أصبح فؤاد دغفوس مستشارا للمصالح العمومية في الإدارة العامة للشركات العمومية لدى الوزير الأول. واصل بعدها عدة مهام إدارية كرئيس مصلحة ثم مكلف بمهمة ثم نائب مدير فمدير لدى ديوان رئيس الجمهورية زين العابدين بن علي. عين في 2004 كرئيس مدير عام شركة الدراسات والتنمية لسوسة الشمالية وشركة دراسات وتنمية هرقلة، قبل أن يعين مقررا للجنة العليا للمشاريع الكبرى. واصل مسيرته في الوظيفة العمومية كمستشار لدى رئيس الجمهورية التونسية، ومستشار أول كلف برئاسة اللجنة العليا للمشاريع الكبرى (بين سبتمبر 2008 ويناير 2011 تاريخ إلغائها).

### المسار السياسي والجمعياتي
عين فؤاد دغفوس في 12 أكتوبر 2010 في منصب وزير أملاك الدولة والشؤون العقارية في حكومة محمد الغنوشي الأولى، وواصله في حكومته الثانية حتى 27 يناير 2011.

على المستوى الجمعياتي، كان فؤاد دغفوس أمين عام جمعية الشبان والعلم بنابل، ونائب أمين عام ونائب رئيس ودادية خريجي المرحلة العليا للمدرسة الوطنية للإدارة بتونس، والرئيس المؤسس لجمعية صيانة مدينة نابل التي أصبح رئيسها الشرفي.

## الحياة الخاصة
فؤاد دغفوس متزوج وأب لطفلين.

## الأوسمة والتشريفات
- الصنف الثاني لوسام الجمهورية (تونس).[2]
- الصنف الثاني لوسام 7 نوفمبر 1987 (تونس).[2]